# Дієго-Гарсія

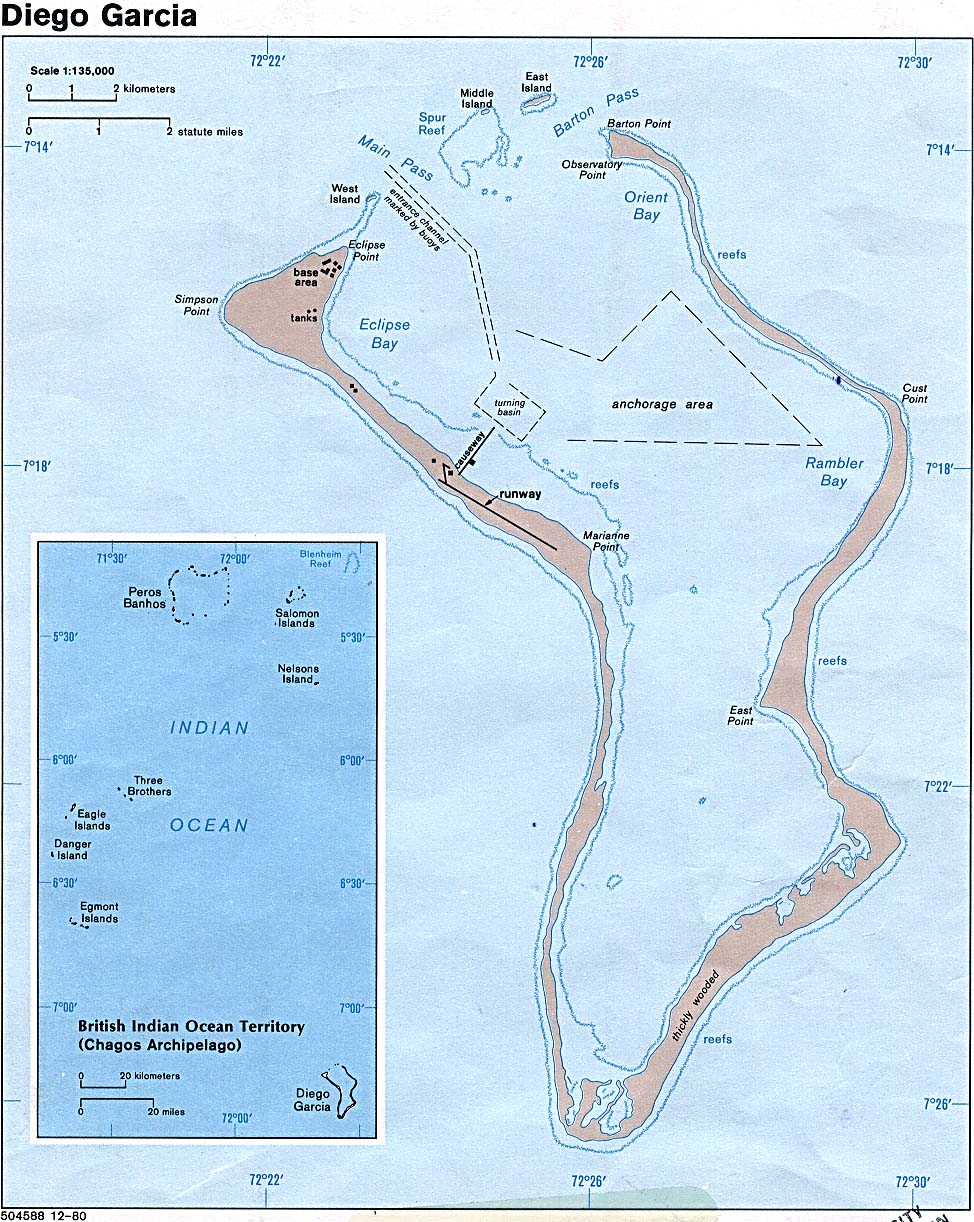
Карта атолу

Дієго-Гарсія — найбільший острів-атол архіпелагу Чагос в Індійському океані, що розташований за 1600 км на південь від півострова Індостан і 500 км на південь від Мальдівів. Також цей атол є столицею заморської Британської Території в Індійському океані.
Острів площею близько 27 км² являє лагуну, оточену вузькою смугою надводних коралових рифів. Дієго-Гарсія має довжину близько 60 км, максимальна висота — близько 15 м над рівнем моря.

## Історія
Острів відкрив португальський мореплавець Васко да Гама на початку XVI століття і назвав його на честь свого сучасника-мореплавця Гарсіа де Норонья. Як і весь архіпелаг Чагос, острів належав Франції, а пізніше — Великій Британії. Фактично, в час відкриття острів не мав корінного населення. 
Пізніші поселенці острова, переважно раби, були завезені для праці на плантаціях кокосових горіхів. У XX ст. плантації стали нерентабельними через зменшення попиту на кокосову олію. Мешканців острова, т. зв. чагосців у кількості близько 1000 осіб 1960—1970-х рр. було переселено в інші місця з виплатою відповідної компенсації, а з 1973 року на острові діє велика американська військова база. 
У 2000 році за позовом Маврикію Високий Суд Англії постановив, що виселення було незаконним і що мешканці острова мають право повернутись назад. Практично відразу Велика Британія сповістила, що це буде неможливо з причин наявності договору зі США. У 2004 році видано два укази, які забороняють колишнім цивільним мешканцям атола знову поселятися на острові.
2024 року Британія оголосила про плани передати Чагос до складу Маврикію. Угоду було досягнуто після багаторічних переговорів, і окрім островів Чагос Маврикій мав отримати тропічний атол Дієго-Гарсія, де США побудувала військову базу для кораблів і літаків дальньої авіації. Американсько-британська база залишиться на острові, це було ключовим фактором угоди.

## Клімат
Острів розташований у зоні, котра характеризується вологим тропічним кліматом. Найтепліший місяць — березень із середньою температурою 28,3 °C. Найхолодніший місяць — липень, із середньою температурою 26,7 °C.
| Клімат Дієго-Гарсії     | Клімат Дієго-Гарсії | Клімат Дієго-Гарсії | Клімат Дієго-Гарсії | Клімат Дієго-Гарсії | Клімат Дієго-Гарсії | Клімат Дієго-Гарсії | Клімат Дієго-Гарсії | Клімат Дієго-Гарсії | Клімат Дієго-Гарсії | Клімат Дієго-Гарсії | Клімат Дієго-Гарсії | Клімат Дієго-Гарсії | Клімат Дієго-Гарсії |
| Показник                | Січ.                | Лют.                | Бер.                | Квіт.               | Трав.               | Черв.               | Лип.                | Серп.               | Вер.                | Жовт.               | Лист.               | Груд.               | Рік                 |
| Абсолютний максимум, °C | 38                  | 37                  | 37                  | 38                  | 37                  | 35                  | 38                  | 32                  | 32                  | 37                  | 34                  | 37                  | 38                  |
| Середній максимум, °C   | 29                  | 30                  | 30                  | 30                  | 30                  | 28                  | 28                  | 28                  | 28                  | 28                  | 29                  | 30                  | 29                  |
| Середня температура, °C | 27                  | 27                  | 28                  | 28                  | 28                  | 27                  | 26                  | 26                  | 26                  | 27                  | 27                  | 27                  | 27                  |
| Середній мінімум, °C    | 25                  | 25                  | 25                  | 26                  | 25                  | 25                  | 24                  | 24                  | 24                  | 24                  | 25                  | 25                  | 25                  |
| Абсолютний мінімум, °C  | 21                  | 21                  | 21                  | 22                  | 22                  | 21                  | 21                  | 20                  | 20                  | 18                  | 22                  | 18                  | 18                  |
| Днів з дощем            | 23                  | 20                  | 20                  | 20                  | 18                  | 18                  | 20                  | 19                  | 20                  | 23                  | 20                  | 23                  | 244                 |
| ----------------------- | ------------------- | ------------------- | ------------------- | ------------------- | ------------------- | ------------------- | ------------------- | ------------------- | ------------------- | ------------------- | ------------------- | ------------------- | ------------------- |
| Джерело: Weatherbase    |                     |                     |                     |                     |                     |                     |                     |                     |                     |                     |                     |                     |                     |

На острові росте кокосова пальма.

## Населення
Населення острова у 2004 році становило 4000 осіб, а в 2012-му — 4800 осіб.

## Галерея

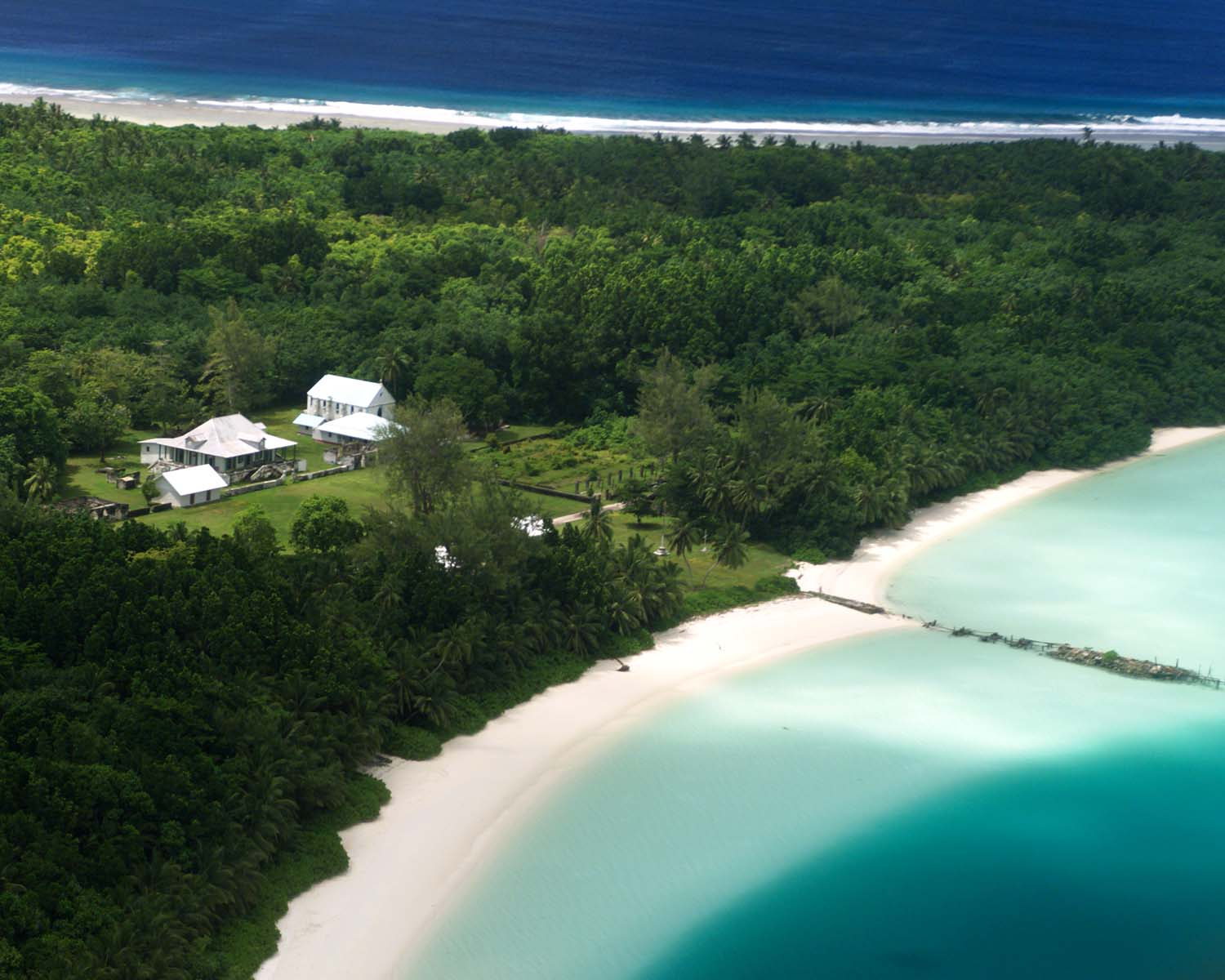
Кокосова плантація
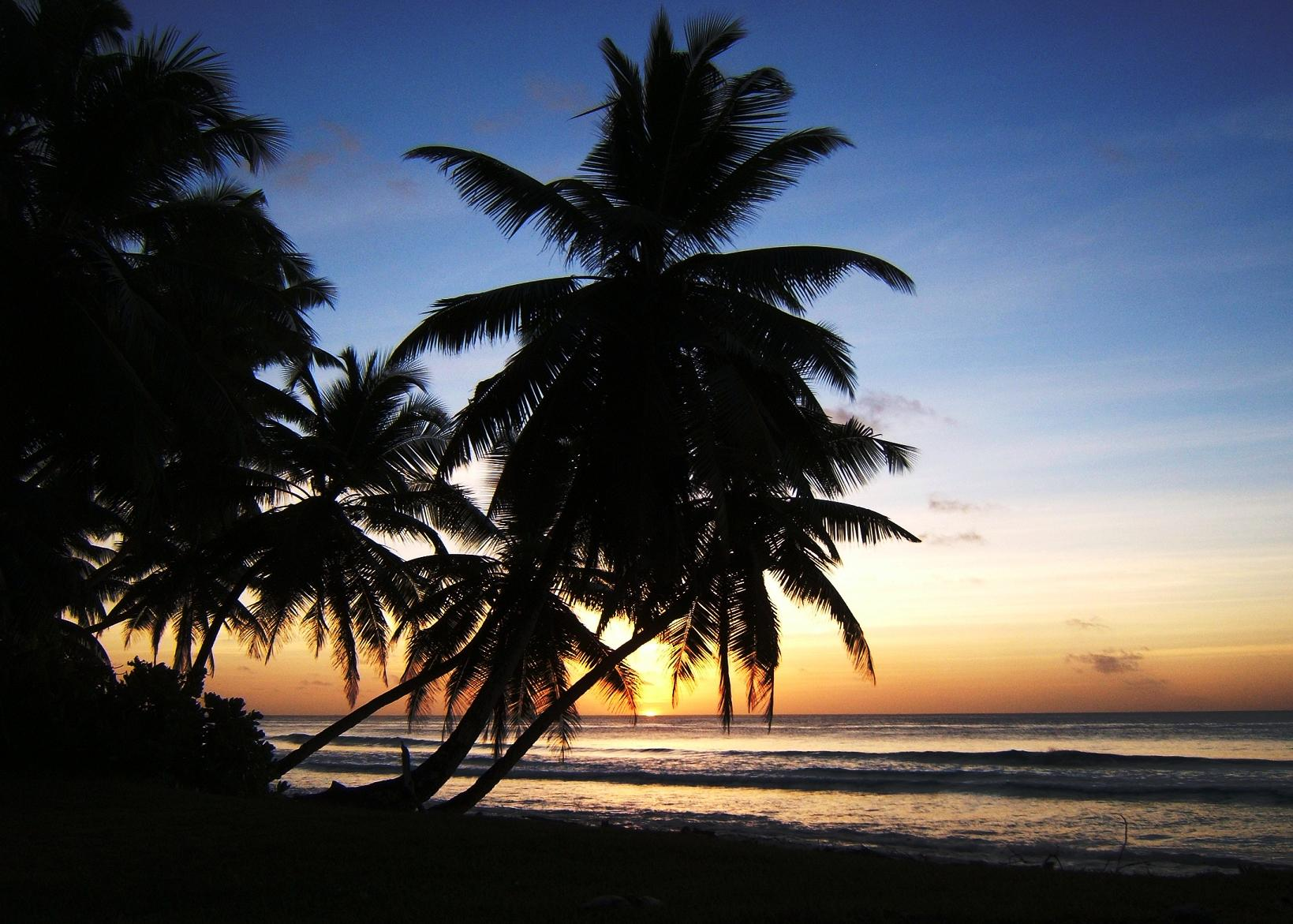
Захід сонця на Кеннон-поінт
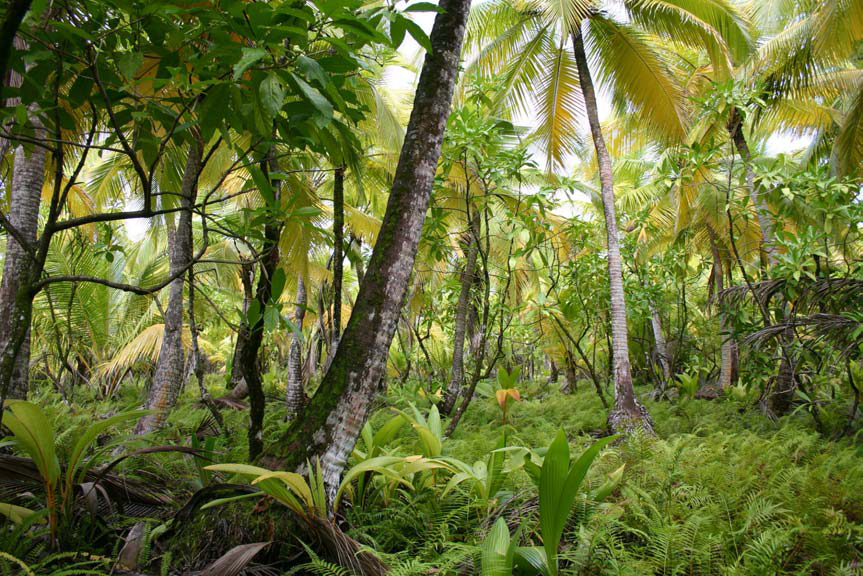
Прісноводні водно-болотні угіддя змішаних видів на Дієго-Гарсії
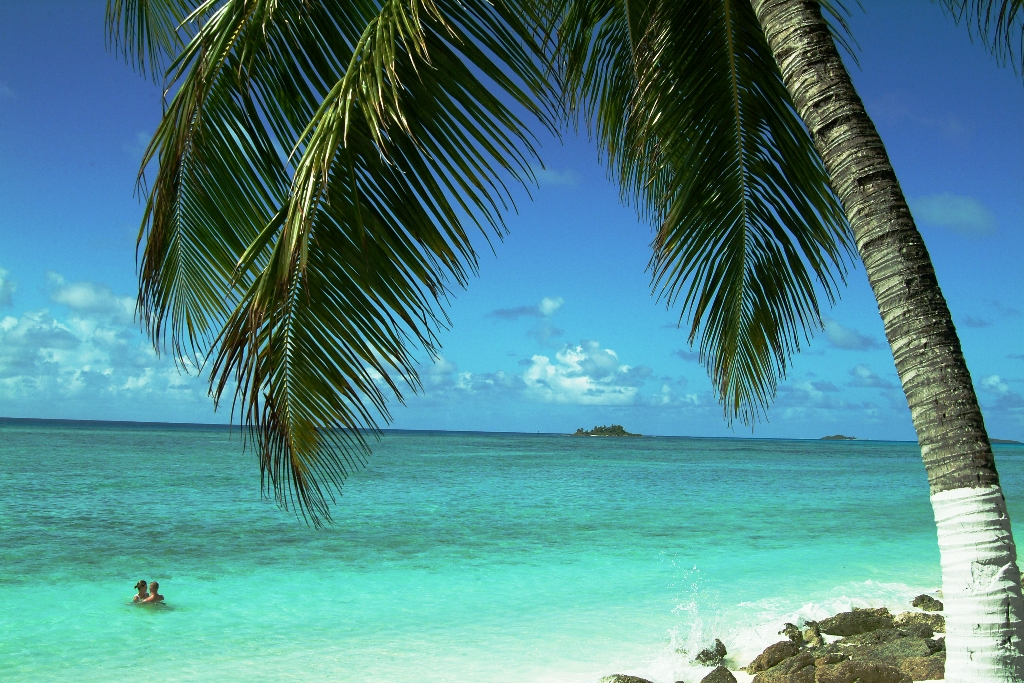
Пляж
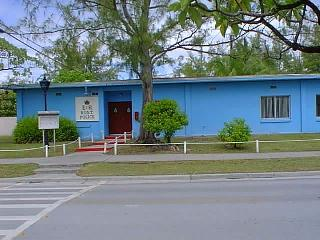
Поліційний відділок
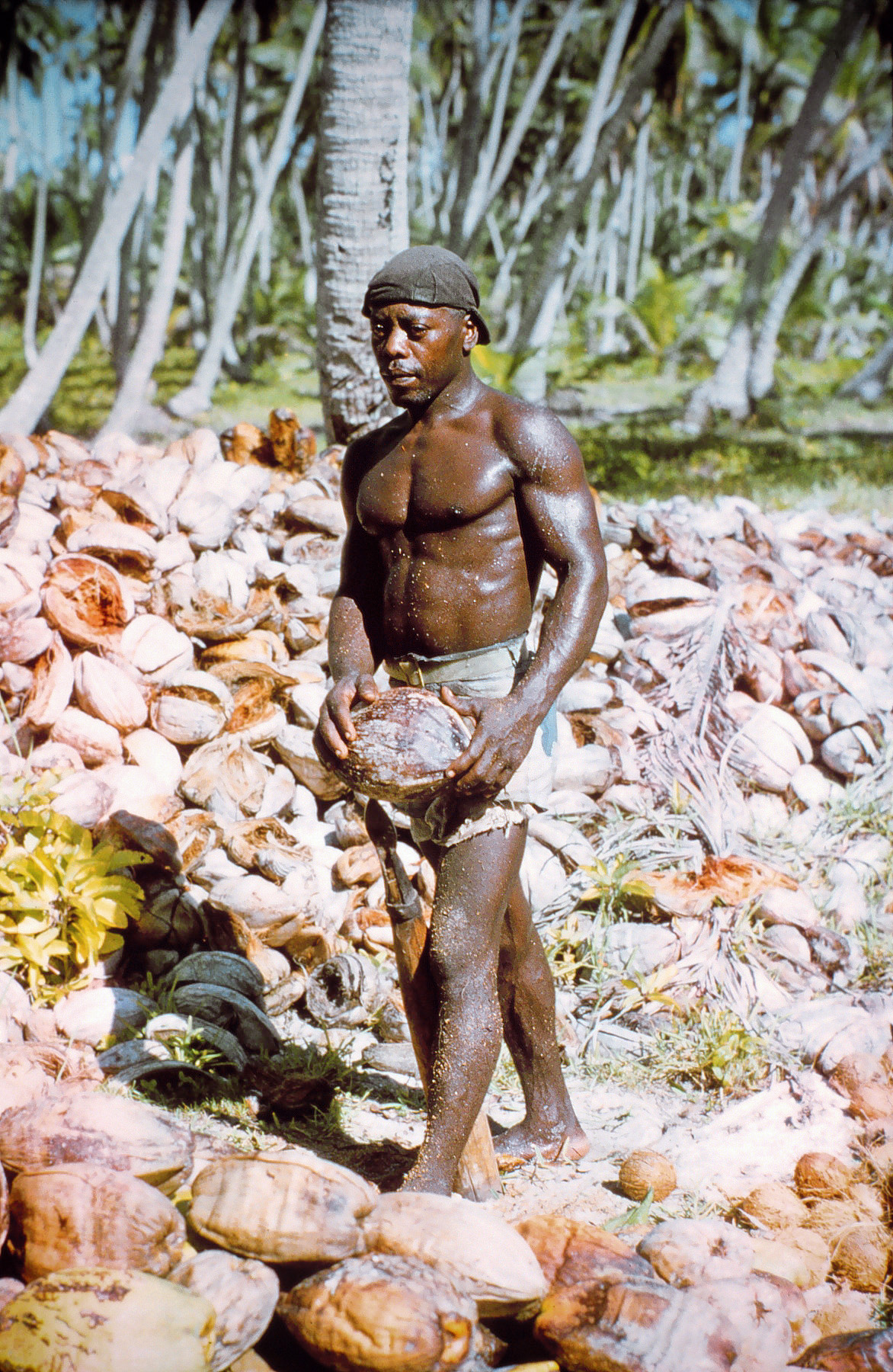
Місцевий житель
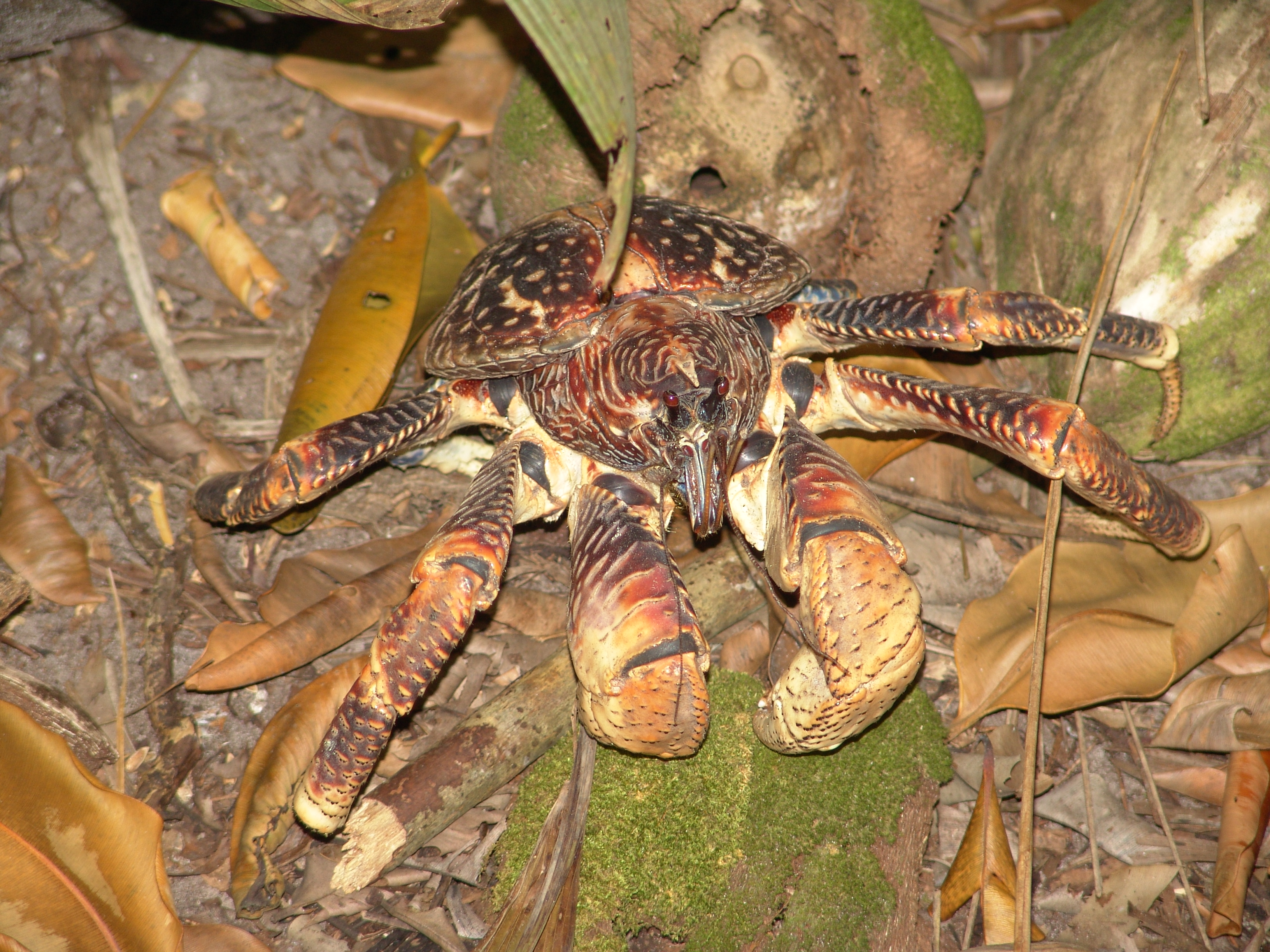
Кокосовий краб

Військові на острові:

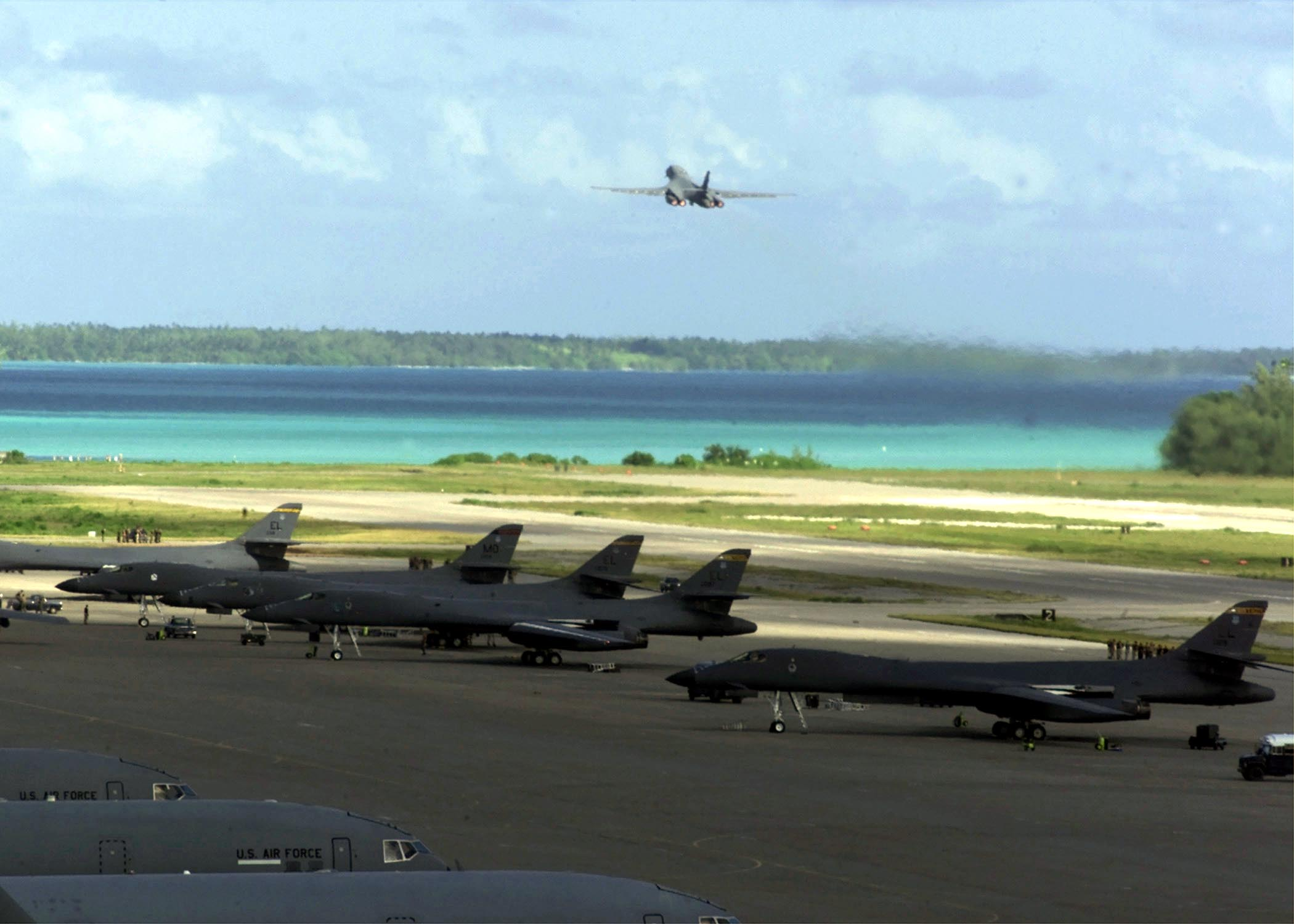
бомбардувальник Rockwell B-1 на Дієго-Гарсії
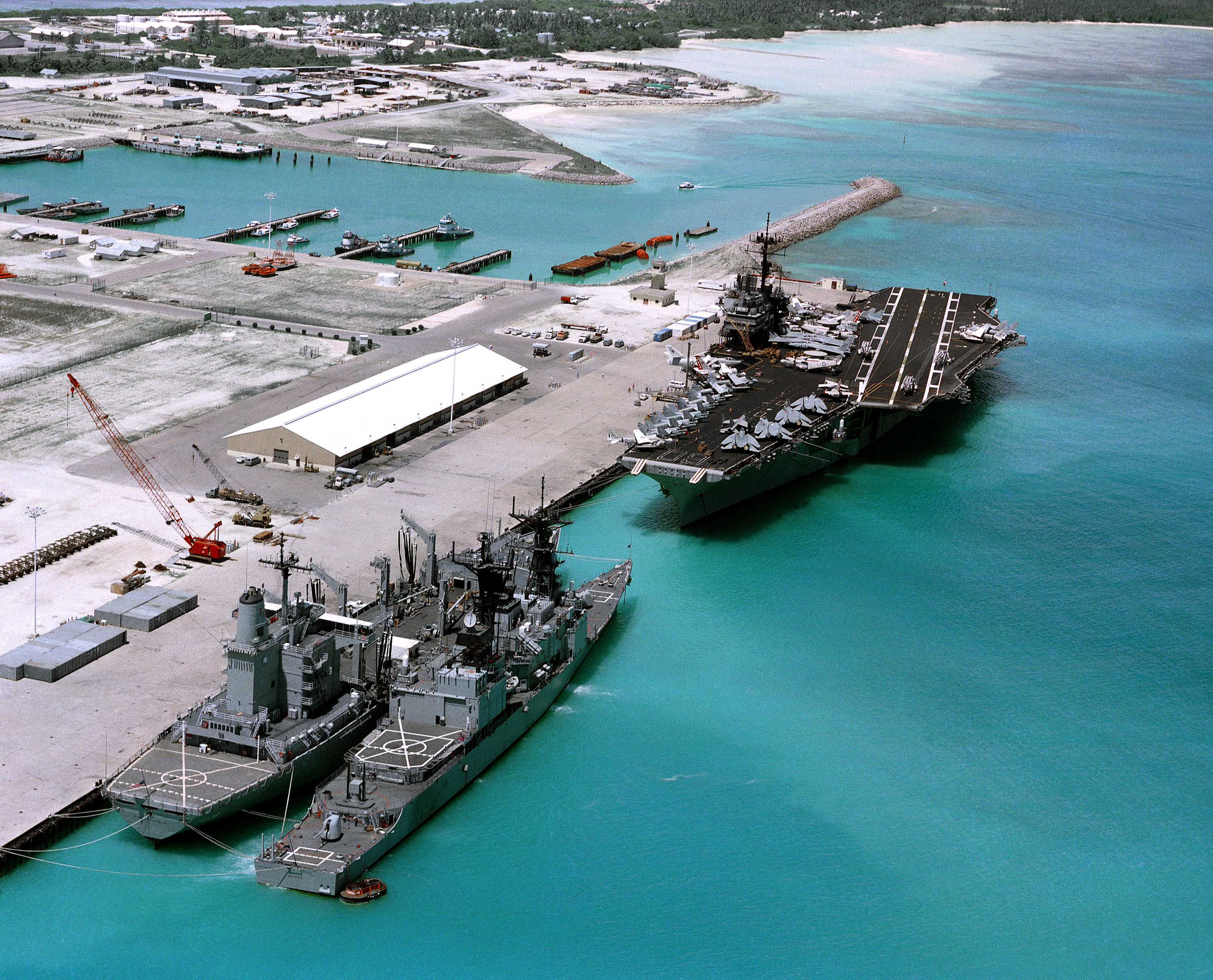
Військові кораблі «Саратога», «Скотт» та USS Monongahela (AO-178) в порту
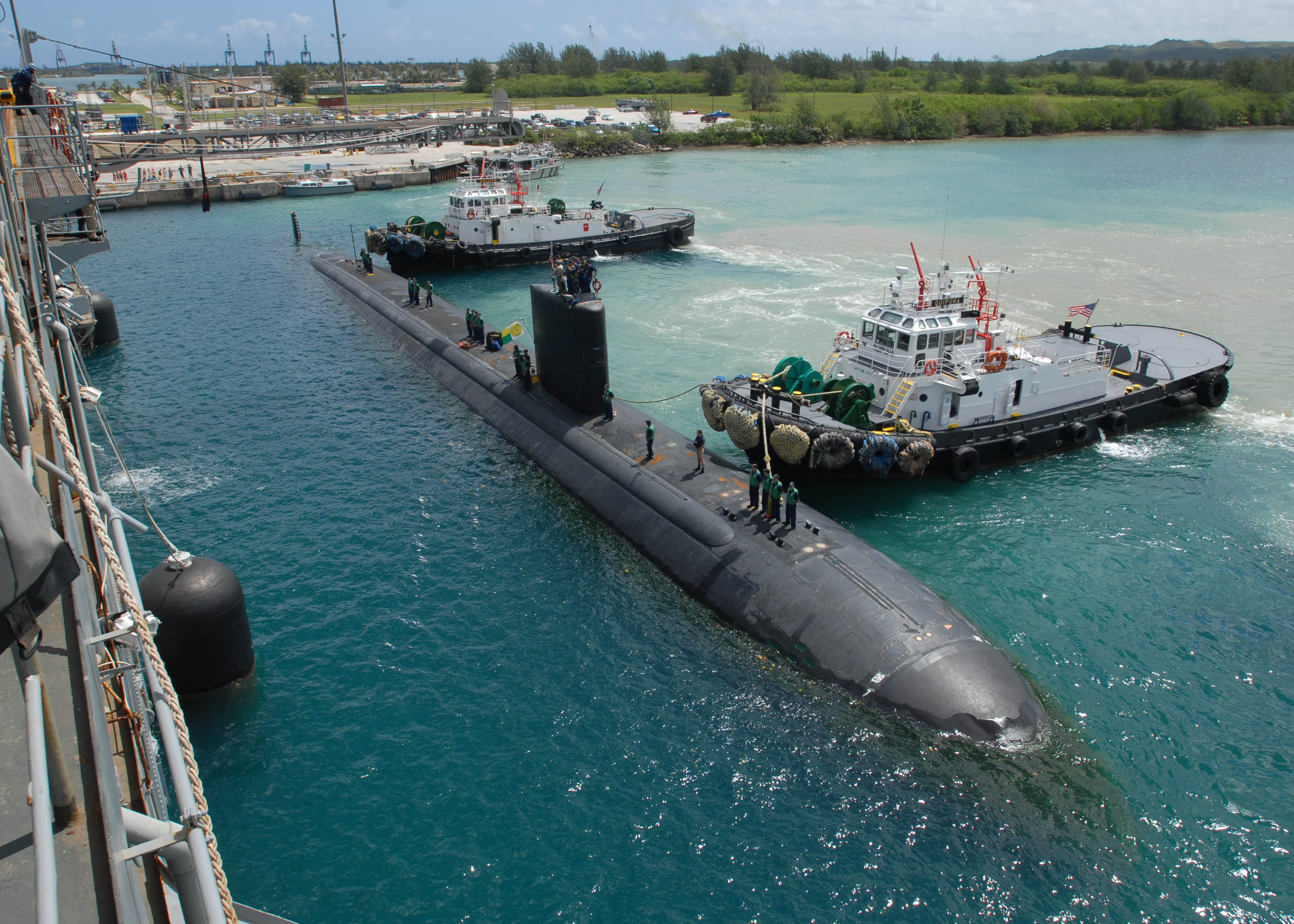
Підводний човен Топека
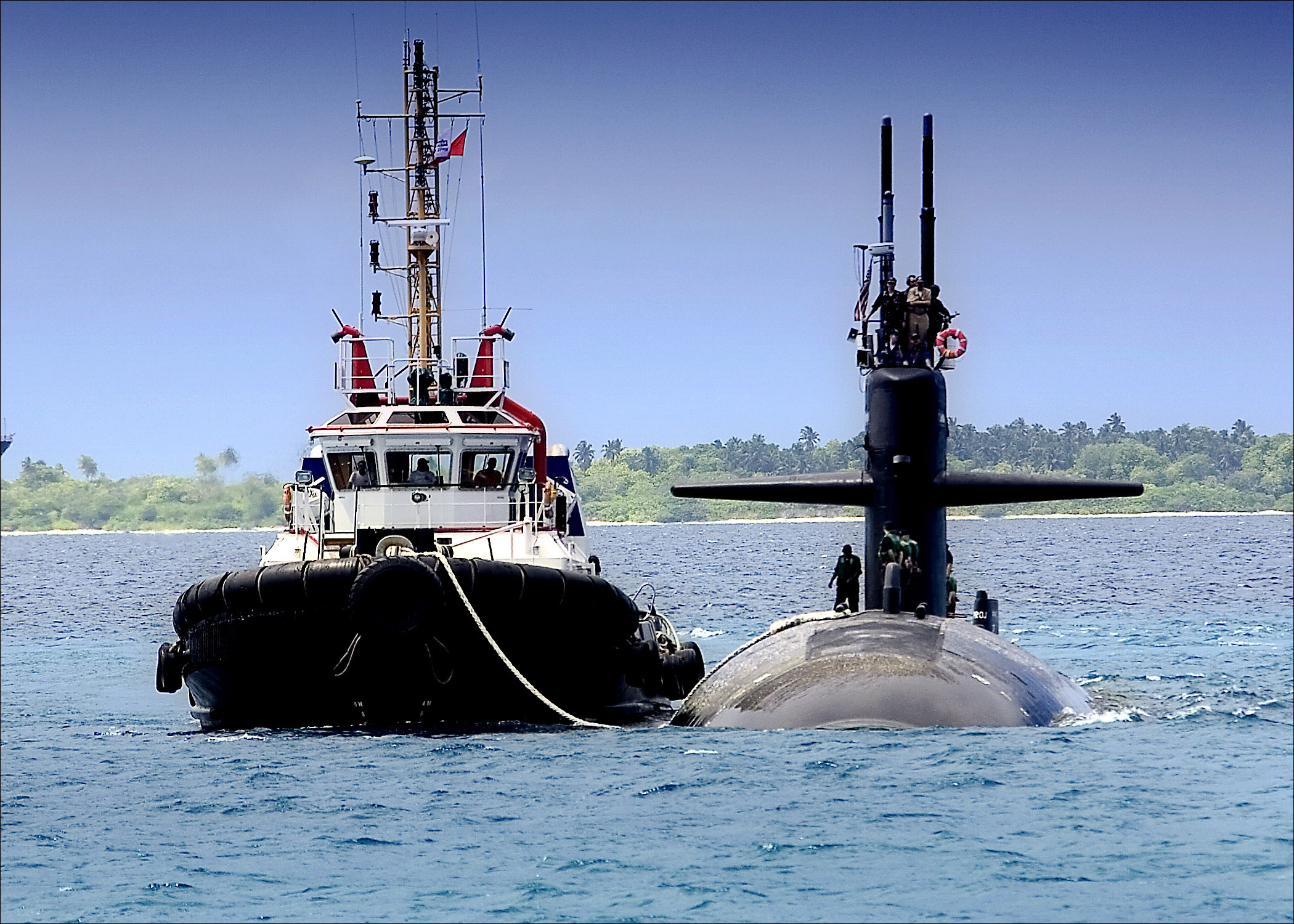
Буксир тягне підводний човен «Даллас»
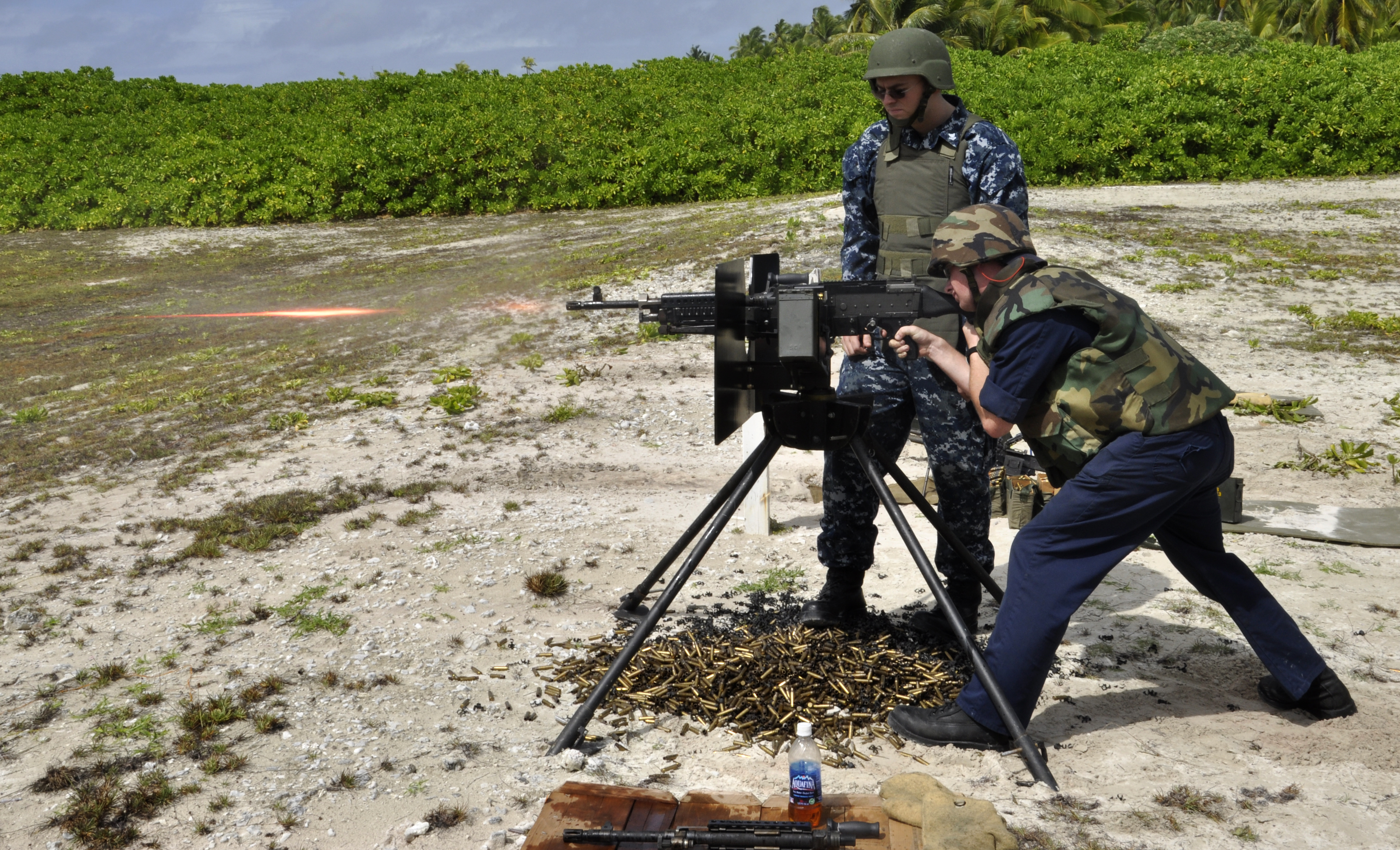
Американські військові на тренуваннях
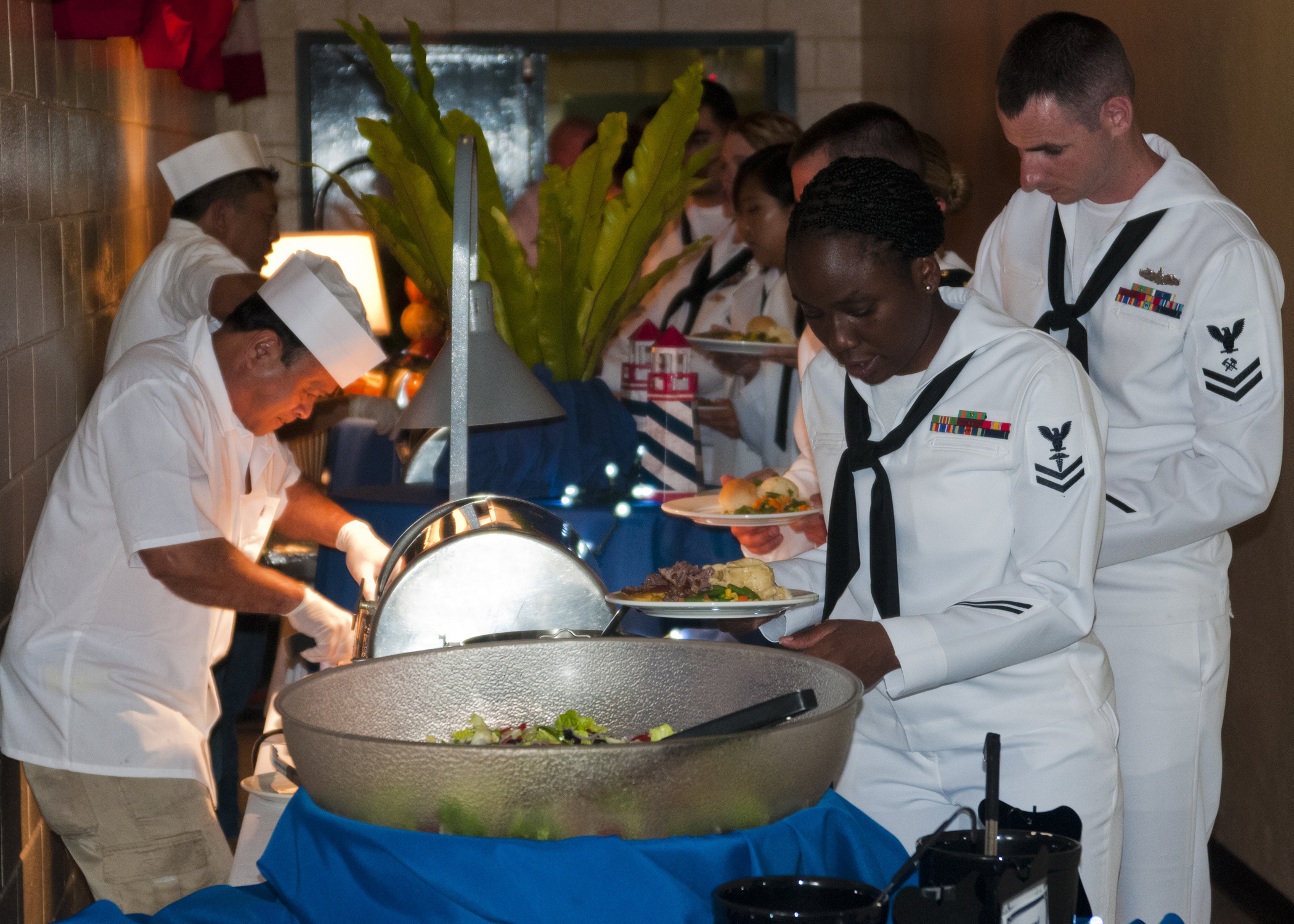
Моряки у їдальні
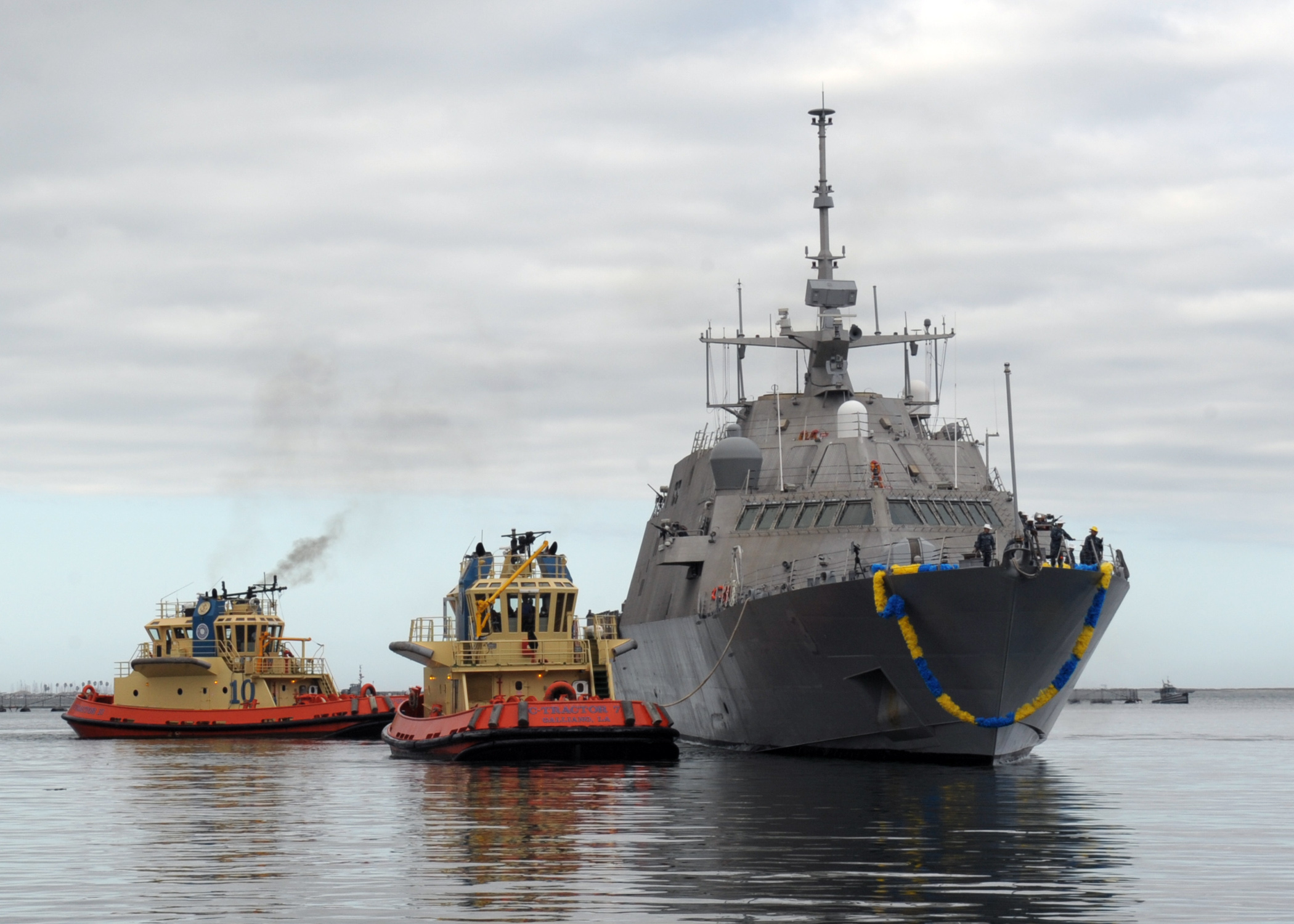
Буксири заводять корабель «Форт-Верт»